# مادبا في العصر العثماني
سكن مدينة مادبا العديد من القبائل العربية منطقة شرقي الأردن قبل الإسلام، ومنهم: الغساسنة في منطقة حوران، وقضاعة في منطقة البلقاء، وجنوب شرقي الأردن، وجذام ولخم جنوبي الأردن وفلسطين).
وقبل الفتح الإسلامي للمنطقة سكنت قبيلة غسان البلقاء، وتركوا فبها عددًا من الآثار منها: صرح الغدير، وقصر باير، وقصر معان. وقد سكن مع الغساسنة في البلقاء قبائل جذام، وعذرة، ولخم، وقضاعة، وسليح، وبلي، وكان لهذه القبائل التي سكنت بعض أفخاذها في مقاصد البلقاء مكانة بارزة في بلاد الشام بعد الفتح الإسلامي، لا سيما قبيلة جذام وذلك لكثرة بطونها، واتساع أراضيها، وقد ازدادت مكانتها، وقوتها بعد ارتباطها بحلف مع قبيلتي كلب ولخم.

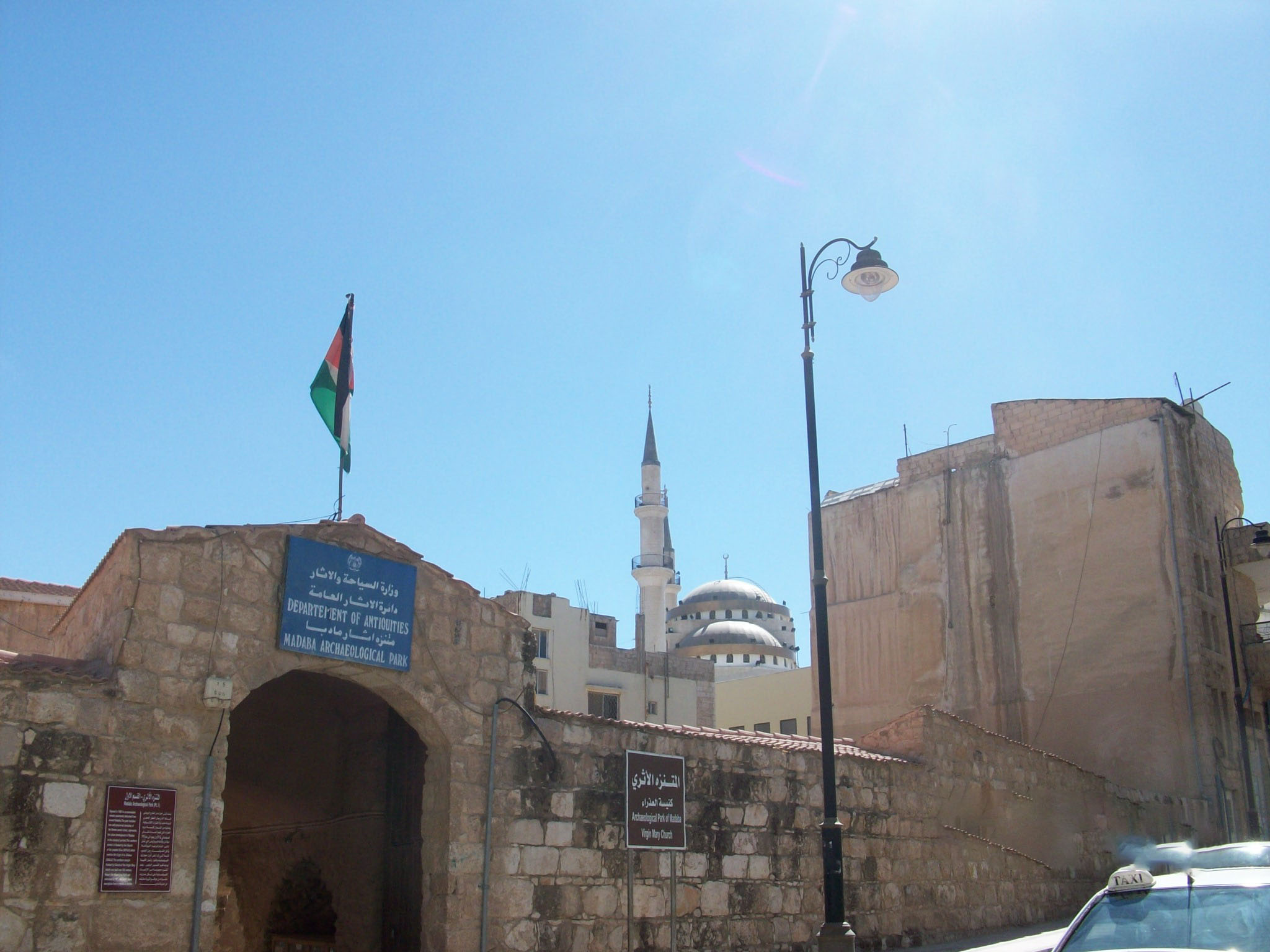
منتزه آثار مادبا الذي يعرض الكثير عن تاريخ المدينة ويظهر في الصورة كنيسة العذراء ومسجد الحسين بن طلال

## نظرة عامة
تنازعت السيطرة على بلاد الشام بعض القوى القبلية في بداية القرن الخامس الهجري، فسيطرت قبيلة كلب على دمشق وما جاورها، وسيطرت قبيلة طي على الأقسام الجنوبية من فلسطين والأردن، وبذلك دخلت البلقاء تحت حكم هذه القبيلة ضمن الإمارة الطائية التي أسسها آل الجراح. وبعد الفتح العثماني لبلاد الشام سنة 922هـ/ 1516م، كانت تقطن البلقاء بطون أخرى إلى جانب بني مهدي، وهم: بني هتيم، وبني أمية، ومحمدي، وبني صخر وبني عقبة في منطقة ماعين.
وأشار البخيت إلى أنه بلغ تعداد طوائف العربان في ناحية السلط 1578 خانة، و(37 مجردًا) موزعين على النحو التالي: طائفة بني صخر والبالغة ( 616) خانة و(37 ) مجردًا، وطائفة حميدات (صميدات) البالغة ( 137 ) خانة، طائفة هتيم البالغة ( 687 ) خانة، وطائفة بني مهد ( المهداوية) الباغة (138) خانة، وكانت منازل بني مهدي في البلقاء تنتشر من بايرإلى عقبة الصوان، وحول السلط وحسبان، ومن ضمنها مادبا.

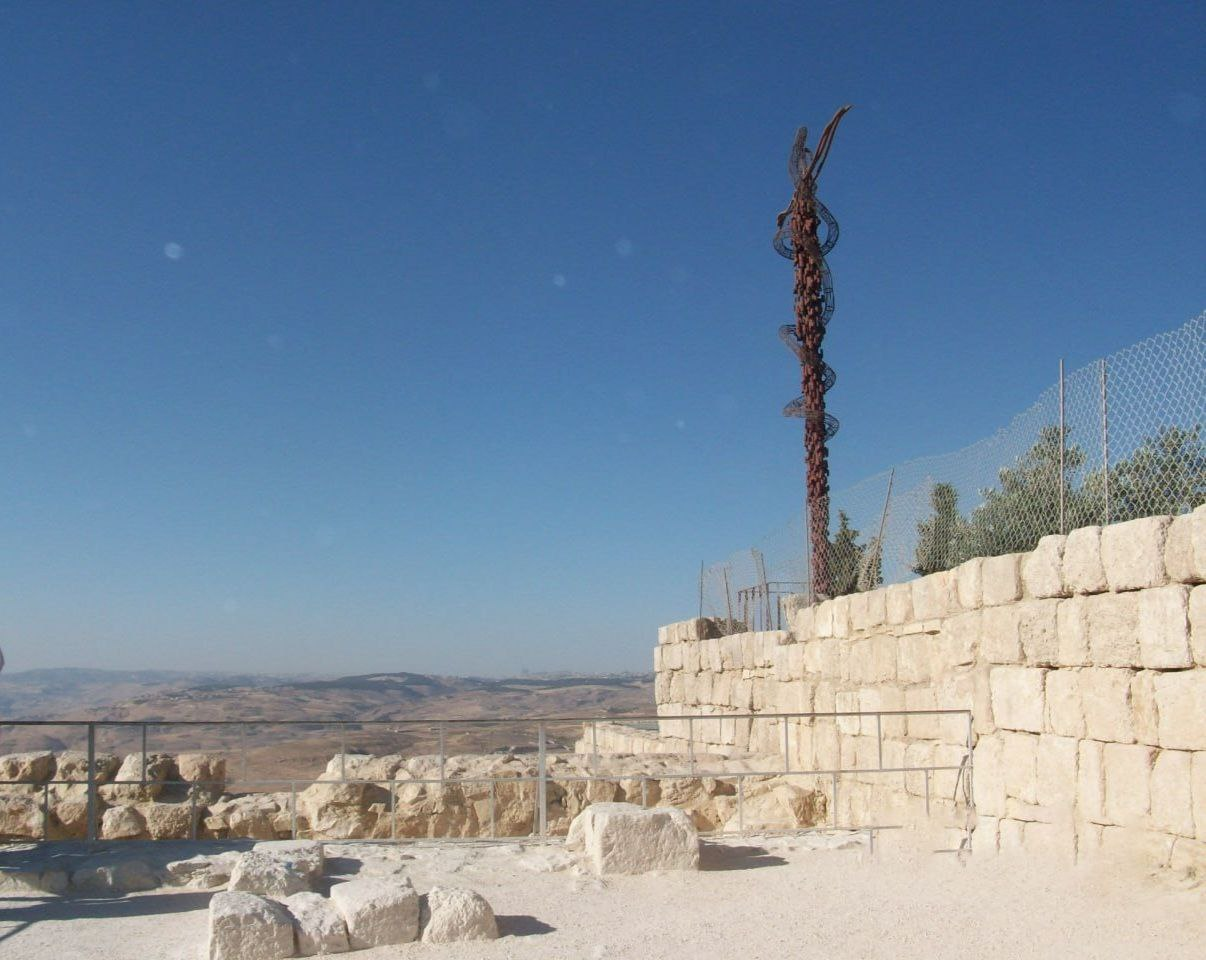
جبل نيبو في مادبا جبل أثري تاريخي

ويشير بيركهارت (Burckhardt ) الذي زار البلقاء سنة 1227هـ/ 1812م إلى أن عددهم بلغ 40 عشيرة تتألف من (4000 ) خيمة، وكانت تدفع رسومًا للدولة تقدر بــ )2000 رأس من الغنم سنوي. وزارها فيما بعد مرل (Merrill)، سنة 1298هـ/ 1881م والذي قدر خيام عرب وبهذا نلاحظ تدرج الأرقام بسبب الترحال وحؤكة التنقل.

## التاريخ
ذكرت السالنمات العثمانية أن مادبا وما حولها تتبع لقضاء السلط سنة 1872م، الذي كان يتكون من إحدى عشر قرية، وأصبحت 25 قرية سنة 1900م، وازدادت لتصبح 30 في بداية القرن العشرون. وقد لوحظ أن المدينة كانت تشهد تغيرات إدارية بشكل مستمر؛ حيث قامت الدولة العثمانية بإنشاء أول قرية ناحية في الجيزة، تلتها ناحية الثمد، والتي انتقلت بعدها إلى مادبا، واستقر الأمر في النهاية على إنشاء ثلاث نوا ٍح في المنطقة هي: ناحية الجيزة وناحية عمان وناحية مادبا.
لُوحظ استقرار العشائر بشكل كبير في مادبا وما حولها، ويبدو أن بعض العشائر البدوية مالت إلى الاستقرار بدلاً من حالة التنقل، وبدأت بممارسة الزراعة، وكانت تبني في بعض الأحيان بيوتًا طينية استخدمت غالباً لخزن التبن والغِلال، أو للسكن، وقد استعانوا ببعض الفلاحين القادمين من قرى فلسطين، وبخاصة قرى نابلس، نتيجة لتوسعهم في استثمار الأراضي التي كانوا يملكوها، وبهذا نلحظ أنها المنطقة أنعمت بانتشار الأمن والأمان وبأن منطقة شرقي الأردن كانت تشهد استقرارًا سكانيًا.

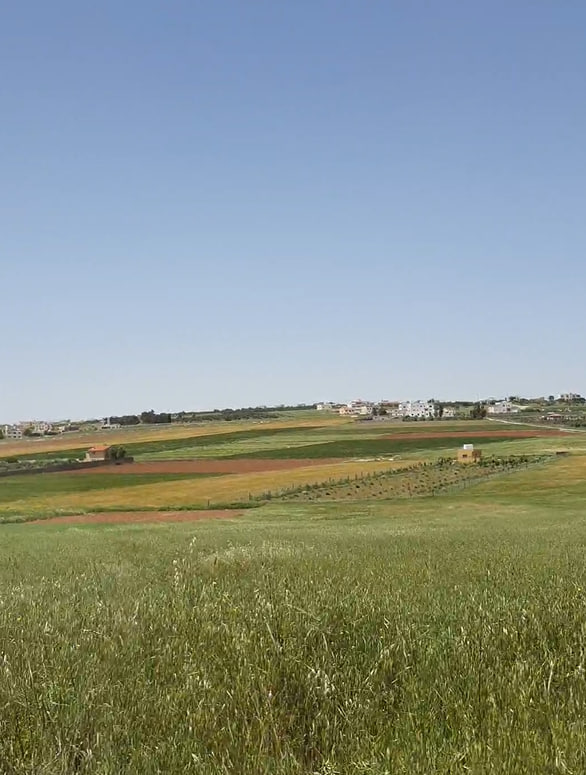
الأراضي الزراعية في مادبا حيث ما زالت تشتهر بالزراعة والمحاصيل المميزة

عمل أغلبهم في التجارة والزراعة، وتربية الحيوانات المختلفة كالأغنام، والماعز والأبقار، والخيول، والحمي ومنهم من عمل بوظائف حكومية. وتعد عشائر البلقاوية من أشهر العشائر التي سكنت مادبا وما حولها في العصر العثماني، فيذكر ترسترام: «في ديرة عربان البلقاء الذين كانوا أسياد المنطقة كلها قبل 140 سنة (أي عام (1732م)... فإن البلقاء تعد بالنسبة لمجتمع بدوي أرضًا كثيفة السكان».

### أقسام عشائر عرب البلقاوية
- عشيرة الغنيمات: وتضم أبو الغنم، والمساندة، والمجاولة، والشاهين، والحراوي، والشعرا، والرواشدة، والقعاقعة، وسكنوا في قرية كفير الوخيان (الفيصلية) الواقعة في الجهة الشمالية الغربية لمادبا إلى الطرف الشرقي من البحر الميت، ويتراوح عدد خيامهم ما بين 240-250 خيمة.[16]
- عشيرة الوخيان: التي تنسب إليهم منطقة كفير الوخيان، وتشمل: اللبابدة وهم: (العودات، والعيدة، والمقبل، والمعيوف، والمفلح)، ويعد اللبابدة من أقدم عشائر البلقاوية، والعطيويين، القرينات، والمذود، والعوض، والعميشات، والعتيلات، ومواردهم صياغة وعيون موسى. وهناك أيضًا عشيرة البدورالذين سكنوا قرية الكفير.[17]
- عشيرة الشوابكة: ( وتضم المصالحة، والمطايبة، والضوات، والمرايحة ) التي تقع مأراضيه بين قرية جرينة شرقًا، وعيون موسى وجمالة، وقبور عبد الله غرباً، ويسكن بعضهم قرية الخشافية جنوب شرقي عمان.[18]
- عشيرة اليزايدة (الأزايدة) وهم المعايعة والخواطرة (الرميلة) والحلايبة والدقاق والمعيوف والنجيدي والقويدر والفشيكات والطرمان والعبابسة والحبابسة والفساطلة والخريبات والعجوليين (الشريقيين والقرينيين) ، وقد سكنوا في المنطقة الواقعة بين أراضي مادبا، وأراضي حنينًا شرقًا، وصولاً إلى منحدرات المصلوبية.[19][20]
- عشيرة العوازم الذين أقاموا في ماعين ( وتسمى قرية العوازم والحلاقية )، وهم: أبو وندي والنجادا والعرامين والسنيان والحميمات والموازرة والقطيش والجفيرات والسليم والحلاقي والمداينة والزغيلات والحليسات.
- عشائر الزففة الذين استقروا في جاوا، وخربة السوق، والرصيفة، وذكر الرحالة كوندر (Conder)[21] أن فرقة منهم كانت تسكن في منطقة أبي زغيلة قرب زرقاء ماعين، وذلك قبل هجرتهم إلى عمان مطلع القرن العشرين.[22]
- عشيرة الشواكرة حيث تقيم في حنينا شمال شرقي مادبا، وتتألف من الغليلات والسعيدات والشخاترة والجلاغيف والغنيم والفروخ.
- عشيرة الأديات التي تقيم في كفير أبي خينان الشرقي غربي حنينا، وهم المراشدة والسيوف والبطنان والدهام.[23]
- عّشائر بني حميدة الذين استقروا في المنطقة الواقعة بين زرقاء ماعين شمال وادي الموجب، ووادي ابن حماد جن ًوبا، والبحر الميت غربا، وجبل شيحان، وخربة أم الرصاص، ومنتهى وادي الثمد شرقًا.[24]